# Fair Oaks (Califórnia)
Fair Oaks é uma Região censo-designada localizada no estado americano da Califórnia, no Condado de Sacramento.

## Demografia
Segundo o censo americano de 2000, a sua população era de 28.008 habitantes.

## Geografia
De acordo com o United States Census Bureau tem uma área de 26,7 km², dos quais 25,6 km² cobertos por terra e 1,1 km² cobertos por água.

## Localidades na vizinhança
O diagrama seguinte representa as localidades num raio de 8 km ao redor de Fair Oaks.